# الس آلاموس
الس آلاموس (به اسپانیایی: Alamús) یک منطقهٔ مسکونی در اسپانیا است که در سگریا واقع شده‌است. الس آلاموس ۲۰٫۵ کیلومتر مربع مساحت دارد ۲۱۲ متر بالاتر از سطح دریا واقع شده‌است.